# 安格斯·格鲁姆
安格斯·格鲁姆（英語：Angus Groom，1992年6月16日—），英国男子赛艇运动员。他曾代表英国参加2016年和2020年夏季奥林匹克运动会赛艇比赛，其中2020年奥运会获得一枚银牌。